# Corpo Sensual (canção de Kevinho)
"Corpo Sensual" é uma canção do cantor brasileiro Kevinho, lançada em 9 de março de 2020 pela Warner Music e conta com a participação do rapper Tyga.

## Vídeo musical
O vídeo musical foi gravado no Vidigal, no Rio de Janeiro.

## Créditos
Créditos adaptados do Tidal.
- Kevinho – Artista principal e vocais
- Tyga – Artista convidado e vocais
- DJ RD – Produção, composição e bateria
- Negro Dub – Produção, composição, arranjo e percussão
- MC Duartt – Composição
- Portuga – Composição
- Kend – Composição

## Desempenho nas tabelas musicas
| País — Tabela musical (2020) | Melhor posição |
| ---------------------------- | -------------- |
| Portugal (AFP)               | 170            |